# ただいま、推しごと中!
ただいま、推しごと中!（ただいま、おしごとちゅう）は、エフエム富士（FM FUJI）で2023年1月7日 - 28日と、2023年4月29日から毎週土曜日の深夜に放送されているラジオ番組である。

## 概要
2022年12月まで放送された『こんなのはじめて』が終了することになったものの、その後番組であるファンタスティック☆パイセンの『パイセンみるく』が2023年2月スタートとなってしまったことから、1か月限定の番組として放送されたのが始まりである。
その後、Radiotalkに場所を移して続けていたが、4月29日より連夜放送のフィラー番組『IN THE STREAM』を月1回休む形で毎月最終土曜日に放送を再開した。
リスナーが大好きな”推し”をついて語り、好きな人・キャラを応援する活動＝推しごとを応援していく「推しごと応援バラエティ」。

## 放送時間の変遷
2023年1月7日 - 28日
- 毎週土曜 23:30 - 24:00

2023年4月30日（29日深夜） - 6月25日（24日深夜）
- 毎月最終日曜日 1:30 - 2:30（土曜深夜 25:30 - 26:30）

2023年7月30日（29日深夜） -
- 毎月最終日曜日 1:00 - 2:00（土曜深夜 25:00 - 26:00）
- 6月末まで日曜0:00（土曜24:00）から放送されていた『ライバー時代が絶対来る!』（齊藤友亮／河路由希子）が終了し、後続であった『妖怪TALK』と当番組同様に毎月最終週放送の『青木美沙子と永井杏樹のロリータの世界へようこそ』（青木美沙子／永井杏樹）が各々30分ずつ繰り上がったため当番組の放送枠も30分繰り上がった。

## 出演者
- 東城佑香（エフエム富士アナウンサー） - 『ACTUS』など出演中。『僕のヒーローアカデミア』や『鬼滅の刃』、『ONE PIECE』に対しては特に熱がこもり、サンジや嘴平伊之助には目がない。語りすぎた結果、募集していたにもかかわらずリスナーからのメールが読めない展開を作り出してしまい、「コーナーを作っておかないと絶対メール読めない」と言われた。
- Yくん - アシスタントであり番組スタッフ。聞き手でありながら暴走する東城をなだめたり、時には煽る。

## コーナー
リスナーからのメールを読もう
- これは先述の流れから設けられたものである。ここで紹介される「推しごと」はアニメやアイドルだけでなく、鉄道などに至るまで非常に幅広い。最後に「（リスナー）さんの（推しであるヒトやモノ）への思い、とっどけ〜!」と叫ぶ

ランダムチャレンジ
- コンビニエンスストアなどで発売されている複数パターンあるカードやグッズを引くくじ運が試されるコーナー。

この他にも「推しのフレーバーがする香水制作」「ゲームセンターのUFOキャッチャーチャレンジ」「アニメ作品の中で作られていた料理を実際に作ってみよう」など、単発的なコーナーも多い。